# 메클렌부르크

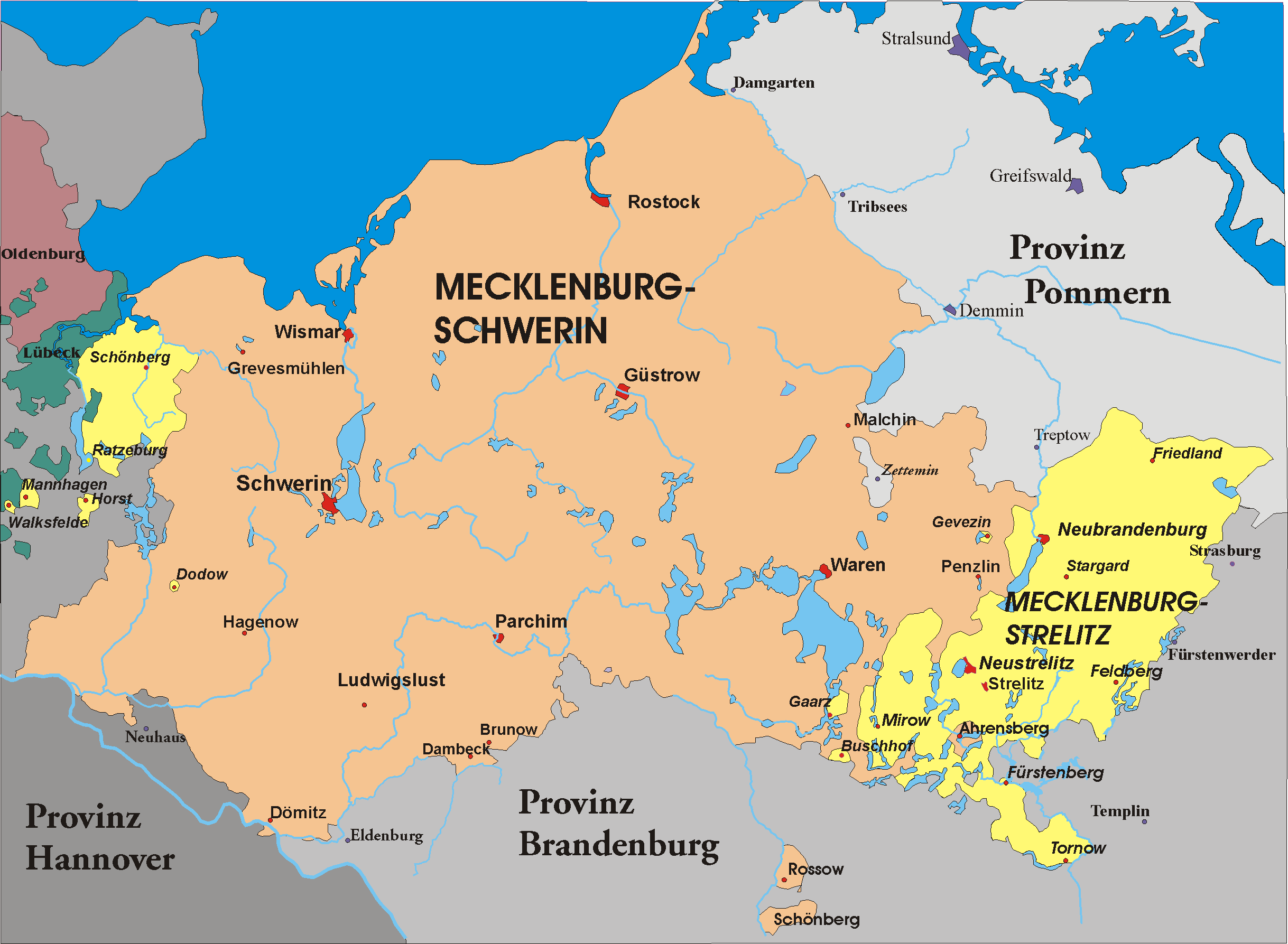
메클렌부르크는 19세기부터 1934년까지 메클렌부르크-슈베린과 메클렌부르크-슈트렐리츠

메클렌부르크의 기

메클렌부르크의 문장

메클렌부르크(Mekclenburg)는 독일 북동부, 발트해에 면한 역사적 지역이다. 메클렌부르크가의 발상지이며, 19세기부터 1934년까지는 메클렌부르크-슈베린과 메클렌부르크-슈트렐리츠로 나뉘어 있었다. 제2차 세계대전 종전 이래로 포어포메른 지방과 합쳐져 메클렌부르크-포어포메른 주의 일부가 되어있다. 이 지역의 주요 도시로 로스토크, 슈베린, 노이브란덴부르크, 비스마르, 귀스트로가 있다.

## 같이 보기
- 메클렌부르크포어포메른주
- 메클렌부르크-슈트렐리츠
- 메클렌버그군 (노스캐롤라이나주)
- 메클렌버그군 (버지니아주)